# Indra Angad-Gaur

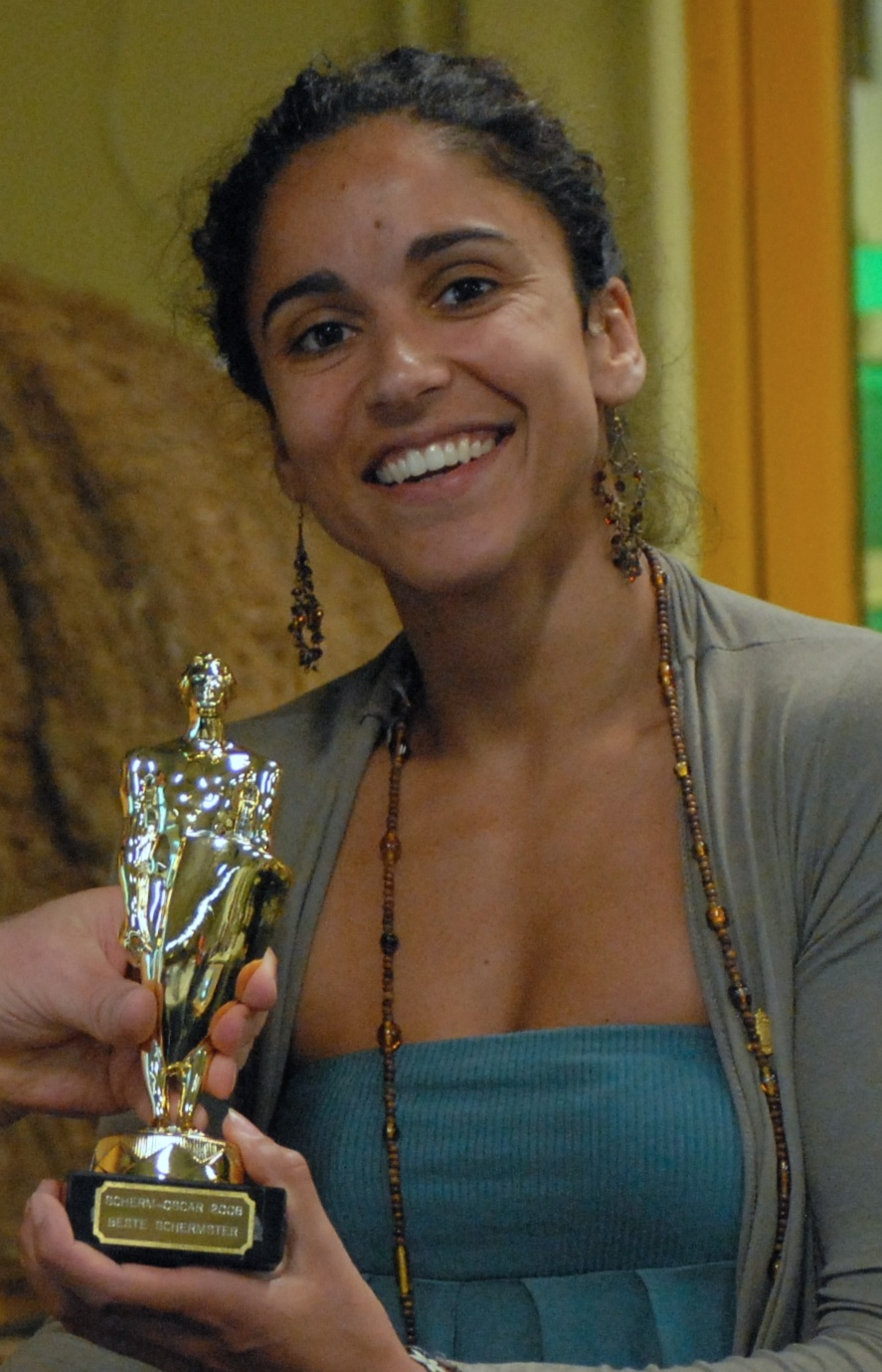
Indra Angad-Gaur (2009)

Indra Angad-Gaur (* 4. März 1974 in Den Haag, Niederlande) ist eine niederländische Florettfechterin. Sie ist elfmalige niederländische Meisterin (einmal im Degen, zehn Mal im Florett).
Von 1990 bis zum Sommer 1993 ging Angad-Gaur auf das Fechtinternat in Tauberbischofsheim. Jetzt lebt sie in Rotterdam.
Im Jahr 2002 erreichte Angad-Gaur beim Coupe de Russie in St. Petersburg den dritten Platz,
2005 konnte sie dies beim Coupe du Monde in Shanghai und beim World Cup in Kairo wiederholen,
ebenso 2008 beim Cup der Sparkasse Leipzig.
Bei den Olympischen Spielen 2008 in Peking errang sie im Florett-Fechten einen Sieg gegen Eman El-Gammal. Mit der Niederlage gegen die spätere Bronzemedaillengewinnerin Margherita Granbassi in der zweiten Runde schied sie aus dem Turnier aus und erreichte damit Platz 28.